# فانيسا آنجل
فانيسا آنجل (بالإنجليزية: Vanessa Angel)‏ هي عارضة وممثلة بريطانية، ولدت في 10 نوفمبر 1966 بلندن في المملكة المتحدة.

## أعمال

### أفلام
- (2001) التمويه[4]
- (2011) إجازة زوجية[5]

## وصلات خارجية
- فانيسا آنجل على موقع IMDb (الإنجليزية)
- فانيسا آنجل على موقع ألو سيني (الفرنسية)
- فانيسا آنجل على موقع أول موفي (الإنجليزية)
- فانيسا آنجل على موقع قاعدة بيانات الأفلام السويدية (السويدية)
- فانيسا آنجل على موقع إن إن دي بي (الإنجليزية)
- فانيسا آنجل على موقع قاعدة بيانات الفيلم (الإنجليزية)
- فانيسا آنجل على موقع كينوبويسك (الروسية)